# László Szabó (Schachspieler)
László Szabó [ˈlaːsloː ˈsɒboː] (* 19. März 1917 in Budapest; † 8. August 1998 ebenda) war ein ungarischer Schach-Großmeister.

## Leben

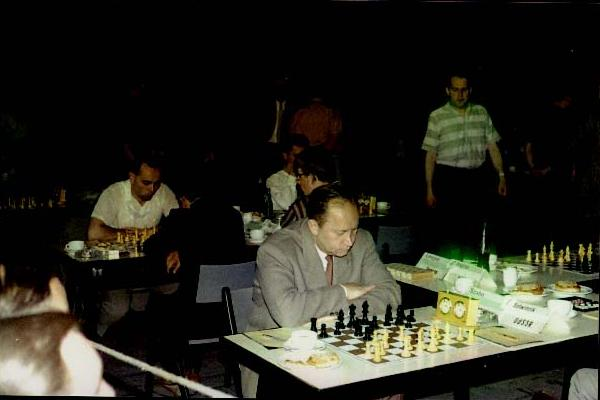
Vorn László Szabó bei der Europa-Mannschaftsmeisterschaft in Oberhausen 1961

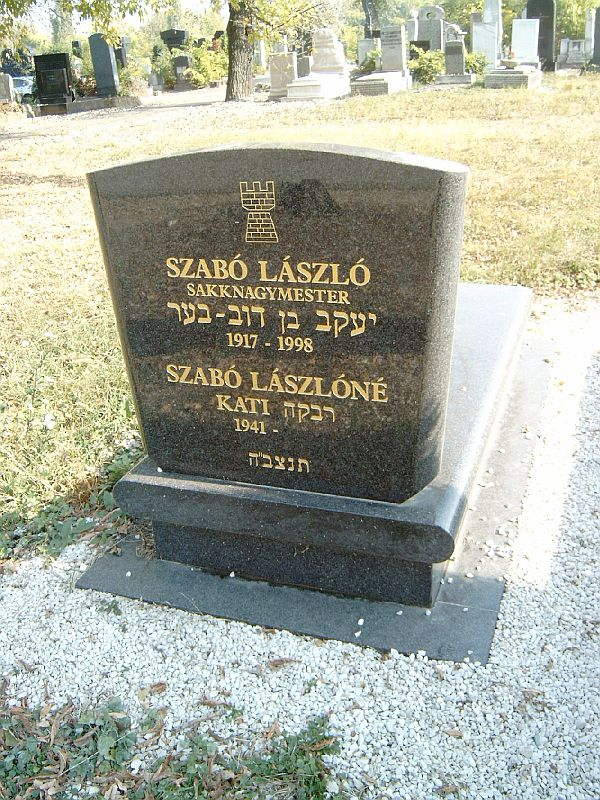
Grab von László Szabó in Budapest auf dem jüdischen Friedhof in der Kozmastrasse: Grab Nr. 5B-2-36

Szabó erlernte das Schachspiel 1931 und machte schnelle Fortschritte. Im Jahre 1935 gewann er ein nationales Meisterturnier in Tatatóváros, wurde in die Nationalmannschaft berufen und spielte in Warschau seine erste Schacholympiade. 
Nachdem er zwischenzeitlich eine Ausbildung als Bankangestellter absolviert hatte, gewann er 1937 die ungarische Meisterschaft, 1938/39 das Traditionsturnier in Hastings vor Max Euwe und 1939 ein Turnier in seiner Heimatstadt mit 11 Punkten aus 11 Partien. Kurz darauf brach der Zweite Weltkrieg aus, und Szabó wurde wegen seiner jüdischen Herkunft zu Zwangsarbeiten herangezogen. Im Januar 1943 geriet er in sowjetische Gefangenschaft.
Nach dem Krieg wurde er Schachprofi und gehörte zu den stärksten nichtsowjetischen Schachmeistern der Welt. Aufgrund seiner internationalen Erfolge erhielt er 1950 von der FIDE den Titel Großmeister.
Szabó war neunmal ungarischer Meister und erreichte dreimal das Kandidatenturnier, nämlich 1950, 1953 und 1956. Er spielte bis 1979 in 88 internationalen Turnieren, von denen er 21 gewann. 1974 wurde er Erster bei den zweiten Dortmunder Schachtagen. Im Jahre 1976 gewann er das Internationale Turnier in Kapfenberg.
Szabós letzte Elo-Zahl betrug 2460, er spielte allerdings nach 1989 keine gewertete Partie mehr. Seine höchste Elo-Zahl von 2565 hatte er im Juli 1973. Seine beste historische Elo-Zahl vor Einführung der Elo-Zahlen betrug 2726. Diese erreichte er im Dezember 1946. Zu dieser Zeit war er der sechstbeste Spieler der Welt.
Im Jahre 1981 schrieb er das Buch 50 év – 100000 lépés, das in deutscher Übersetzung 1990 unter dem Titel Meine besten Partien (ISBN 3-8171-1126-6) erschien.

## Nationalmannschaft
Szabó nahm mit der ungarischen Nationalmannschaft an den Schacholympiaden 1935, 1937, 1952, 1954, 1956, 1958, 1960, 1962, 1964, 1966 und 1968 teil. Er erreichte mit der Mannschaft 1937 den zweiten, 1956 und 1966 jeweils den dritten Platz, in der Einzelwertung erreichte er 1937 und 1966 jeweils den zweiten Platz am zweiten Brett und 1952 den dritten Platz am ersten Brett. Außerdem gewann er mit Ungarn die inoffizielle Schacholympiade 1936 in München, bei der er gleichzeitig das beste Einzelergebnis am fünften Brett erreichte und nahm an vier Mannschaftseuropameisterschaften (1961, 1965, 1970 und 1973) teil. Bei der Mannschafts-EM 1970 erreichte er den zweiten Platz, bei den übrigen drei Teilnahmen jeweils den dritten Platz.